# 盘关镇
盘关镇，是中华人民共和国贵州省六盤水市盘州市下辖的一个乡镇级行政单位。
2015年6月4日，贵州省人民政府批复同意盘县乡镇行政区划调整，新设置的盘关镇辖原盘江镇、断江镇地域，镇人民政府驻断江居委会。

## 行政区划
盘关镇下辖以下地区：
断江社区、山脚树社区、柳平社区、小岔河社区、平田社区、大铺子村、断江村、沿塘村、大白岩村、尖山村、坵田村、火烧田村、老屋基村、水银厂村、花木树村、韭菜坪村、盘江社区、向阳村、长山村、东风村、盘江村、胜江村、长地村、海坝村、贾西村、茅坪村和打牛山村。